# CI 엔터테인먼트의 음반
이 문서는 CI 엔터테인먼트에서 발매한 음반 목록이다.

## 2010년대
- 2014년 11월 21일 김동완 - [Digital Single] He
- 2014년 12월 23일 김동완 - [Digital Single] He_Starlight
- 2014년 12월 30일 이영현 - [Digital Single] 곁[1]
- 2015년 2월 25일 이영현 - [Digital Single] 왼손
- 2015년 4월 3일 테이크 - [Digital Single] 어느 봄날에[2]
- 2015년 5월 12일 테이크 - TAKE
- 2015년 5월 29일 이영현 - [Digital Single] 바보 같은 건
- 2015년 7월 7일 테이크 - [Digital Single] 주르르
- 2015년 8월 17일 김형준 - [Digital Single] Cross The Line
- 2015년 9월 27일 이영현 - 심폐소생술 Special Album Part.1[3]
- 2015년 10월 21일 김동완 - D
- 2015년 11월 27일 김동완 - W
- 2016년 1월 6일 이영현 - [Digital Single] 투유 프로젝트 - 슈가맨 Part.12[4]
- 2016년 2월 1일 테이크 - 무림학교 OST Part.2[5]
- 2016년 2월 2일 이영현 - [Digital Single] 새벽집[6]
- 2016년 2월 16일 SS301 - ETERNAL 5
- 2016년 2월 25일 이영현 - 여향
- 2016년 4월 6일 오늘 - [Digital Single] 비밀이에요
- 2016년 4월 21일 테이크 - [Digital Single] WHY
- 2016년 4월 28일 김동완 - K
- 2016년 5월 27일 이영현 - [Digital Single] 듀엣가요제 8회[7]
- 2016년 6월 8일 이영현 - [Digital Single] 투유 프로젝트 - 슈가맨 Part.34[8]
- 2016년 6월 9일 SS301 - [Digital Single] ESTRENO
- 2016년 6월 24일 테이크 - [Digital Single] 천국
- 2016년 6월 24일 허영생 - [Digital Single] 듀엣가요제 12회[9]
- 2016년 7월 1일 허영생 - [Digital Single] 듀엣가요제 13회[10]
- 2016년 7월 8일 허영생 - [Digital Single] 듀엣가요제 14회[11]
- 2016년 7월 29일 이영현 - [Digital Single] 듀엣가요제 17회[12]
- 2016년 8월 30일 테이크 - [Digital Single] 이별이란 거,이렇게 쉬울 줄 알았더라면...
- 2016년 11월 16일 테이크 - [Digital Single] 왈칵
- 2016년 12월 3일 허영생 - 불어라 미풍아 OST Part.13
- 2016년 12월 9일 SS301 - ETERNAL 01
- 2016년 12월 20일 허영생 - 막돼먹은 영애씨 시즌 15 OST Part.15
- 2017년 1월 27일 이영현 - [Digital Single] 듀엣가요제 38회[13]
- 2017년 2월 3일 이영현 - [Digital Single] 듀엣가요제 39회[14]
- 2017년 3월 8일 김형준 - AM to PM 5-11-3
- 2017년 4월 6일 김형준 - AM to PM 7-5-11-3
- 2017년 5월 10일 김규종 - [Digital Single] Play In Nature Part.1 SPRING[15]
- 2017년 6월 7일 오늘 - [Digital Single] Do It Do It
- 2017년 6월 8일 SS301 - [Digital Single] Unison Volume Vol.1
- 2017년 7월 6일 테이크 - PART.2 TAKE
- 2017년 7월 13일 허영생 - 군주 - 가면의 주인 OST Part.18
- 2017년 8월 28일 오늘 - [Digital Single] Moonlit
- 2017년 10월 2일 김규종 - [Digital Single] Play In Nature Part.2 FOREST[16]
- 2017년 11월 14일 김동완 - Trace Of Emotion
- 2017년 12월 7일 김동완 - Trace Of Emotion:Blue
- 2018년 1월 1일 김규종 - [Digital Single] Play In Nature Part.3 SNOW FLAKE[17]
- 2018년 2월 27일 테이크 - The Second
- 2018년 4월 19일 김규종 - Play In Nature
- 2018년 6월 28일 전진 - [Digital Single] THE SEASONS REVOLVE - SUMMER
- 2019년 1월 15일 테이크 - [Digital Single] 잘사니
- 2019년 4월 11일 김규종 - [Digital Single] Just Love Song[18]